# عنان (تشريح)
العِنان (بالإنجليزية: habenula)‏ هي بنية تشريحية تشبه لجام الفرس. يستقبل العِنان من الدماغ النواقل العصبية عبر خط النخاع وتخرجه إلى عدّة مناطق في الدماغ البيني ومنها هرمونات السيرتونين والميلاتونين والنورأبيفرين أو الأدرينالين. العِنان توجد عند كل الكائنات الفقّاريّة أي التي لها عمود فقري ما يعني أنّها غير موجودة عند عدّة أصناف من الكائنات الحيّة الأخرى. تمت دراسة العِنان واجراء الاختبارات عليها من أدمغة القطط ووُجد أنّها مقسومة إلى 10 أقسام مجهريّة إلا أنّها مقسومة بشكل عام إلى قسمين رئيسيين هما الـ هابينولا الجانبيّة والـ هابينولا الوسطى وتختلف تركيبة الـ هابينولا عند الفقّاريات الأقل تقدّما
ربما تمر هذه الكلمة على مسامعنا للمرّة الأولى الـ هابينولا هذه الكلمة تعني العِنان لو أننا ترجمناها إلى اللغة العربية بكسر حرف العين في البداية، والعِنان هو ذاك الشيء الذي تربط فيه الخيول اتصالاَ مع اللجام عند ركوبها، فالعِنان هو ليس ذاك المربط الكامل بل هو فقط الحبل الذي يمسك به السائق للتحكّم بسير الحصان.

## العِنان الجانبيّ
العِنان الجانبيّ ويطلق عليها أيضاً العِنان الوحشيّ (بالإنجليزية: Lateral habenula)‏ تدخل لها النواقل العصبيّة من المنطقة الفوق بصريّة Preoptic area الـ حُصين Hippocampus تحديداً والحاجز الجانبي، بالإضافة إلى كرة البطين الشاحبة the ventral pallidum تحديداً النواة المتكئة The nucleus accumbens والنواة الظهرية الوسطى للمِهاد the mediodorsal nucleus of the thalamus , بالإضافة إلى الـ هابينولا الوسطى والوِطاء الجانبي the lateral hypothalamus , إضافةً إلى بعض نوى العقد القاعديّة the Basal Ganglia تحديداً من قطاع داخلي في الكرة الشاحبة أو الشاحبة الظهرانيّة the Globus pallidus
☼ الإشارات العصبيّة في العِنان الجانبيّ تكون سلبيّة وذلك تبعاً للتحفيز من الأحداث المحبطة فعند تقلّب المزاج تأتيها الإشارات من أحد أقسام الكرة الشاحبة ومؤخرّاً قد تم اثبات بسبب أنّها تأخذ عدد كبير من النواقل العصبية وتخرجها بعدد كبير من الأماكن فهي لربما لها دور ومسؤولية عن اتخاذ عدد كبير من القرارات في حياتنا اليوميّة ولربما تكون اختيارات مصيريّة! , فهي تقوم بتفعيل الربط هذا أو عدم تفعيله كما أنّها تقوم بمعاكسة وظائف بعض الأعصاب والتثبيط والخمول بالقيام بالاستجابة التجنبيّة (نفسيّاً) وليس حركيّاً. تقسم مخرجات العِنان إلى عدّة أقسام حسب ارتباطها بالهرمون:
1. المناطق الدوبامينيّة (المتعلقة بهرمون الدوبامين): وهي إلى الجزء المكتنز من المادة السوداء وإلى المنطقة السقفية البطينيّة The ventral tegmental area
2. المناطق السيروتونونيّة (المتعلّقة بهرمون السيروتونين): وهي إلى نواة الرِفاء الأوسط والظهريّة
3. المناطق الكولونيّة : وتكون إلى الأنوية الظهريّة الجانبيّة السقفيّة

## العِنان الأوسط
العِنان الأوسط ويطلق عليها أيضاً العِنان الأنسيّ (بالإنجليزية: Medial habenula)‏. الخلل فيها يسبب نشاط زائد واندفاع باتخاذ قرارات غبيّة وغير مبنيّة على أي أساس وزيادة قلق وذلك بسبب عدم وجود أي مثبط لإفراز الدوبامين والسيروتونين. تكون المدخلات للعِنان الأوسط من عدة مناطق مختلفة وتحمل نواقل كيميائيّة عديدة وأحد المناطق هي النوى الحاجزيّة septal nuclei . وتكون المدخلات الدوبامينيّة بين حزم الأنوية السقفية البطنيّة، اما المدخلات النورأدرينالينيّة تكون من الموضع الأزرق Locus coeruleus , يدخل أيضاً حمض يطلق عليه GABA وهو اختصار لـ gamma amino butyric acid وهي تعني حموض جاما الأمينيّة البايوتريكيّة من الـ diagonal band of Broca (وهي بالعربيّة تترجم إلى قطريّة السطر المائلة وهي إحدى النوى في الدماغ المسؤولة عن الترددات العصبيّة من فئة ثيتا أي التي بين 4 إلى 8 هرتز). تكون إفرازات العِنان الأوسط هي الأستيل كولين Acetylcholine والمادة الناقلة Substance P و حمض الجلوتاميك glutamate وتنتقل إلى السنجابيّة المحيطة بالمسال Periaqueductal gray مُروراٌ بالنواة بين السويقات Interpeduncular nucleus وُصولاً إلى الغدّة الصنوبريّة. الإفرازات المتعلّقة بالعِنان الأوسط تكون متعلقة بمناطق الإحساس بالألم أو عدم الإحساس به فهي تلعب دور أساسي في ذلك.

## أهميّة العِنان
العِنان والأنوية العِنانيّة جميعها لها دور في معالجة الألم (ليست في معنى الشفاء بل معنى كفك التشفير الدماغي وتحليل الموضع) وأيضاً في السلوك التناسلي والتغذية ودورات اليقظة والنوم وردود الفعل العصبيّة والتعلّم. دراسة ثوريّة جديدة حدثت باستخدام وحدة الفيزيولوجيا الكهربائيّة وبالتصوير بالرنين المغناطيسي الوظيفي قد كشفت علاقة تامة للعِنان الجانبيّ بإرسال إشارات ما يُسمى بالجوائز السلبيّة إلى النواقل الدوبامينيّة وذلك عند خيبات الأمل أو حتى في الحالات التي لا جائزة منها ( ليس المقصود بـالجائزة المعنى الحرفي ولكن لِنقل ردّات فعل إيجابيّة حِيال عملٍ ما ) , لذلك للعِنان دور رئيسي ومحوري في أعراض الاكتئاب والسلوكيات في حالة خيبات الأمل وبالمحصّلة هي تملك دور هام في اتخاذ القرارات في الحياة اليوميّة. تربط النواة العِنانيّة Habenular nuclei الدماغ الأمامي مع الدماغ المتوسط في المُهيد فوق المهاد , العديد من العلماء أجمعوا بعد عدد كبير من الدراسات أن لها علاقة تامة بالسلوك والتحفيزات وأنّها متعلقّة بمفهوم فيزيولوجيا الإدمان فبعد عدّة تجارب على الحيوانات واستناداً إلى National Institute on Drug Abuse المعهد الوطني لتعاطي المخدرات , قد تم اكتشاف أنّ العِنان يلعب دوراً هاماً في السلوك الإدماني.